# Conjure One (альбом)
Conjure One — однойменний дебютний альбом канадського проєкту електронної музики Conjure One, очолюваного Рісом Фалбером. Він вийшов 17 вересня 2002 року через лейбл Nettwerk.

## Тло
Будучи давнім співавтором канадського музиканта Білла Ліба в групах Front Line Assembly та Delerium, Фалбер з останнім створив світовий хіт «Silence» (1999). За їхніми даними, Nettwerk продала мільйон копій альбому Karma із цим синглом. Підкріплений успіхом, Фалбер вирішив випустити сольний матеріал. «Якщо у вас є визначна пісня, люди слухають те, що ви маєте сказати», — сказав він Billboard і висловив задоволення підтримкою лейблу: «Nettwerk дуже підтримував і був дуже терплячим зі мною».

## Виробництво
Поряд з іншими обов'язками продюсування та реміксування, Фалберу знадобилося три роки, щоб закінчити альбом. Про свій підхід до написання альбому він сказав: «Мені подобається концепція поп-музики. Писати пісні складніше, ніж ембієнтну музику».

## Використання
Пісня «Center of the Sun» звучить в американському супергеройському фільмі X2 2003 року.

## Трек-лист
| #   | Назва                   | Автор                                         | Тривалість |
| --- | ----------------------- | --------------------------------------------- | ---------- |
| 1.  | «Damascus»              | Rhys Fulber, Chemda Khalili                   | 2:02       |
| 2.  | «Center of the Sun»     | Fulber, Poe                                   | 5:00       |
| 3.  | «Tears from the Moon»   | Rick Nowels, Billy Steinberg, Kyoko Baertsoen | 4:17       |
| 4.  | «Tidal Pool»            | Fulber                                        | 6:50       |
| 5.  | «Manic Star»            | Fulber, Steinberg, Marie-Claire D'Ubaldo      | 5:23       |
| 6.  | «Redemption»            | Fulber, Khalili                               | 6:59       |
| 7.  | «Years»                 | Fulber, Chris Elliott                         | 6:21       |
| 8.  | «Make a Wish»           | Fulber, Poe                                   | 4:32       |
| 9.  | «Pandora»               | Fulber                                        | 5:02       |
| 10. | «Sleep»                 | Steinberg, Nowels, D'Ubaldo                   | 5:00       |
| 11. | «Premonition (Reprise)» | Fulber, Elliott                               | 3:02       |

| Canadian single and two CD edition bonus tracks | Canadian single and two CD edition bonus tracks | Canadian single and two CD edition bonus tracks |
| #                                               | Назва                                           | Тривалість                                      |
| ----------------------------------------------- | ----------------------------------------------- | ----------------------------------------------- |
| 12.                                             | «Sleep (Serenity Remix)»                        | 5:34                                            |
| 13.                                             | «Premonition»                                   | 5:44                                            |

| Canadian and US two CD edition CD 2 bonus tracks | Canadian and US two CD edition CD 2 bonus tracks          | Canadian and US two CD edition CD 2 bonus tracks |
| #                                                | Назва                                                     | Тривалість                                       |
| ------------------------------------------------ | --------------------------------------------------------- | ------------------------------------------------ |
| 1.                                               | «Tears from the Moon (Hybrid Twisted on the Terrace Mix)» | 9:51                                             |
| 2.                                               | «Redemption (Max Graham Dead Sea Mix)»                    | 11:14                                            |
| 3.                                               | «Sleep (Ian Van Dahl Mix)»                                | 8:06                                             |
| 4.                                               | «Tears from the Moon (Robbie Rivera Mix)»                 | 5:44                                             |

| European two CD edition CD 2 bonus tracks | European two CD edition CD 2 bonus tracks                 | European two CD edition CD 2 bonus tracks |
| #                                         | Назва                                                     | Тривалість                                |
| ----------------------------------------- | --------------------------------------------------------- | ----------------------------------------- |
| 1.                                        | «Tears from the Moon (Hybrid Twisted on the Terrace Mix)» | 9:51                                      |
| 2.                                        | «Redemption (Max Graham Dead Sea Mix)»                    | 11:14                                     |
| 3.                                        | «Sleep (Ian Van Dahl Mix)»                                | 8:06                                      |
| 4.                                        | «Tears from the Moon (Tiësto in Search of Sunrise Remix)» | 8:13                                      |
| 5.                                        | «Sleep (Solarstone Afterhours Mix)»                       | 6:52                                      |

## Учасники
| - Ріс Фалбер — програмування, виробництво - Chemda — вокал (1, 4, 6), семплований вокал (7) - Jamie Muhoberac — додаткові клавшні (1, 3) - Poe — вокал (2, 8), запис (2, 8) - Junkie XL — додаткове програмування (2, 5, 8, 10), додаткове виробництво (4, 10), міксування (4, 6, 10), додаткові клавшні (4), запис (8), гітара (8) - Jeff Martin — акустична гітара (2, 9), есрадж (6), смичкова гітара (6), вокал (11) - Sinéad O'Connor — вокал (3) - Rick Nowels — клавішні (3), чемберлін (3), акустична гітара (3), електрогітара (3), виробництво (3) - Ralph Morrison — скрипка (3) - Carmen Rizzo — міксування (1, 5, 7–9), додаткове програмування (3, 5, 7, 9), цифрове редагування - Tim Pierce — додаткова гітара (3) - Curt Bisquera — додаткова перкусія (3) - Ashwin Sood — живі барабани (4–6), жива перкусія (4, 6, 9) - Marie-Claire D'Ubaldo — вокал (5, 10) - Chris Elliott — струнне аранжування (5, 7, 9–11), рояль (5, 8–11), піаніно (7), диригування - Joanna Stevens — додатковий вокал (5, 11) - Mel Garside — додатковий вокал (9) - Sean Ashby — сталева гітара (10) - Ванкуверський симфонічний оркестр — струнне виконання | - Mike Plotnikoff — запис (1, 2, 4–6, 8–11), міксування (11) - Greg Reely — міксування (2) - Brian Reeves — міксування (3) - Randy Wine — запис (3) - Chris Garcia — запис (3) - Blair Calibaba — запис (4–6, 8, 9) - Mike Landolt — запис (5, 10) - Graeme Stewart — запис (9) - Paul Silveira — цифрове редагування - Greg Collins — цифрове редагування - Alex Aligizakis — цифрове редагування - Zack Blackstone — асистент інженера - Charlie Thiebaud — асистент інженера - Тед Дженсен — мастеринг - Olaf Heine — фотографія - John Rummen — дизайн - Mike Goldwater — фотографія обкладинки |

## Чарти

### Сингли
| Chart (2002)                           | Peak position |
| -------------------------------------- | ------------- |
| США (Hot Dance Club Songs) (Billboard) | 14            |

| Chart (2003)                       | Peak position |
| ---------------------------------- | ------------- |
| Бельгія (Ultratop Wallonia)        | 12            |
| Велика Британія (UK Singles Chart) | 42            |

| Chart (2003)                           | Peak position |
| -------------------------------------- | ------------- |
| Нідерланди (Mega Single Top 100)       | 91            |
| США (Hot Dance Club Songs) (Billboard) | 3             |

| Chart (2003)                           | Peak position |
| -------------------------------------- | ------------- |
| Велика Британія (UK Singles Chart)     | 83            |
| США (Hot Dance Club Songs) (Billboard) | 3             |